# Base aérienne de Los Llanos
La base aérienne de Los Llanos (code IATA : ABC • code OACI : LEAB) est une base utilisée par l'armée de l'air espagnole et l'OTAN. Elle se situe à 4 km au sud de la ville d'Albacete (Castille-La Manche, Espagne).
L'Otan y organise chaque année depuis 2009 des exercices aériens dans le cadre du programme d'entraînement Tactical Leadership Program (TLP). Ayant pour objectif la qualification d'équipages à la responsabilité de chef de mission, il s'agit d'une des plus réputées et des plus exigeantes formations de pilotes au monde.
Le 26 janvier 2015 a lieu sur cette base l'accident le plus meurtrier des forces de l'OTAN.

## La base aérienne
Depuis 1974, la base aérienne de Los Llanos abrite l’escadrille 14. Équipée de Mirage F1 elle est composée de 2 escadrons :
- Escadron 141 (surnom : Les chiens)
- Escadron 142 (surnom : Les tigres)

La totalité des Mirage F1 dont dispose l’armée de l’air espagnole, soit 46 appareils, est basée à Los Llanos.

## L'aéroport Albacete-Los Llanos
Depuis 2003, les militaires partagent certaines installations avec l'aéroport d'Albacete-Los Llanos, exploité par les aéroports espagnols et la navigation aérienne (AENA). L'aéroport dessert 4 destinations opérées par Air Nostrum:
Toute l'année
- Barcelone: Iberia regional opéré par Air Nostrum

Pendant l'été
- Lanzarote
- Palma de Majorque
- Paris

En 2010, 11 293 passagers ont utilisé l’aéroport ; 1 243 décollages et atterrissages ont eu lieu.

## Accident du 26 janvier 2015

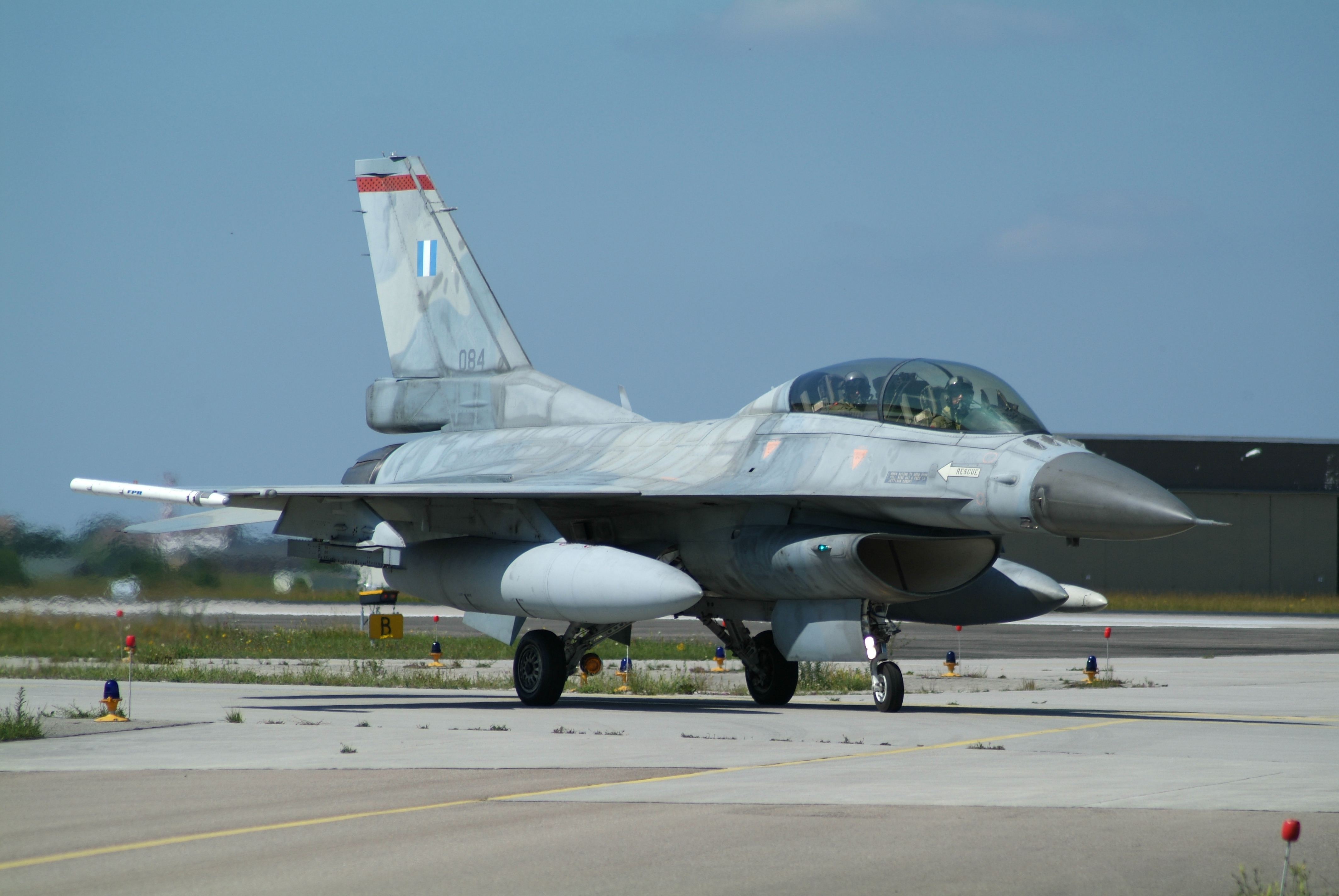
Un F-16D grec, à l'origine de l'accident du 26 janvier 2015.

Le 26 janvier 2015, un avion de combat F-16 de la Force aérienne grecque s'écrase peu après le décollage au cours d'un exercice aérien de l'Otan tactical Leadership Program. L'accident fait onze morts : les deux pilotes grecs de l'appareil ainsi que neuf aviateurs français tués au sol. Il s'agit du plus grave accident de l'histoire de l'Otan hors conflits et de l'un des plus graves accidents au sein de l'armée de l'air française.